# Едиција Репринти (стрип)
Едиција Репринти (Београд, осн. 2006) објављује класичне српске стрипове у виду засебних албума. У сваком се објављује целовита епизода, са пропратним биографским и критичким чланцима. Већини стрипова је ово прво прештампавање у историји.
Уредник и писац пропратног материјала је Здравко Зупан, а издавач је предузеће „Stella“ из Београда.